# Marmosops incanus
Marmosops incanus e вид опосум от семейство Didelphidae.
Това е ендемичен за Бразилия вид който обитава източното крайбрежие на Атлантическия океан от щата Баия на север до Сао Пауло на юг и на запад до Бразилското плато на надморска височина до 800 - 1300 m. Активен е през нощта, храни се с плодове и насекоми.